# Xie Saike
Xie Saike (chinesisch 谢赛克, Pinyin Xiè Sàikè; * 31. August 1961 in Liuzhou, Autonomes Gebiet Guangxi der Zhuang, Volksrepublik China) ist ein chinesischer Tischtennisspieler mit internationalen Erfolgen in den 1980er Jahren. Er ist Linkshänder und spielte im Penholder-Stil. Er spielte für einige Zeit auch für Trinité Sports in Frankreich und später für AS Messine Paris. 1988 schloss er sich dem ATSV Saarbrücken an, mit dem ihm 1989 das Triple Deutsche Meisterschaft, Pokal und ETTU Nancy Evans Cup gelang. 1990 kehrte er nach China zurück.
In der ITTF-Weltrangliste belegte er im Februar 1985 Platz zwei.

## Erfolge
- Weltmeister Mixed Doppel mit Huang Junqun bei der Weltmeisterschaft 1981 in Novi Sad
- Vizeweltmeister im Herrendoppel (zusammen mit Guo Yuehua) 1981 in Novi Sad und (zusammen mit Jiang Jialiang)  1983 in Tokio
- Weltmeister im Mannschaftswettbewerb der Herren 1981, 1983 und 1985

## Turnierergebnisse
| Verband | Veranstaltung           | Jahr | Ort          | Land | Einzel        | Doppel     | Mixed      | Team |
| ------- | ----------------------- | ---- | ------------ | ---- | ------------- | ---------- | ---------- | ---- |
| CHN     | Asienmeisterschaft ATTU | 1984 | Islamabad    | PAK  | Gold          | Gold       | Gold       | 1    |
| CHN     | Asienmeisterschaft ATTU | 1982 | Jakarta      | INA  | Silber        | Gold       | Halbfinale | 1    |
| CHN     | Asienmeisterschaft ATTU | 1980 | Calcutta     | IND  | Silber        | Gold       | Gold       | 1    |
| CHN     | Asian Cup               | 1984 | New Delhi    | IND  | 3             |            |            |      |
| CHN     | Asian Cup               | 1983 | Wuxi         | CHN  | 3             |            |            |      |
| CHN     | Asienspiele             | 1982 | New Delhi    | IND  | Gold          | Halbfinale | Gold       | 1    |
| CHN     | Weltmeisterschaft       | 1985 | Göteborg     | SWE  | Viertelfinale | letzte 16  | letzte 16  | 1    |
| CHN     | Weltmeisterschaft       | 1983 | Tokio        | JPN  | letzte 128    | Silber     | Halbfinale | 1    |
| CHN     | Weltmeisterschaft       | 1981 | Novi Sad     | YUG  | letzte 128    | Silber     | Gold       | 1    |
| CHN     | World Cup               | 1984 | Kuala Lumpur | MAS  | 6             |            |            |      |
| CHN     | World Cup               | 1982 | Hong Kong    | HKG  | 3             |            |            |      |
| CHN     | World Cup               | 1981 | Kuala Lumpur | MAS  | Silber        |            |            |      |